# Хокеј на трави за мушкарце на Летњим олимпијским играма 2004.
Такмичења у хокеју на трави за мушкарце на 28. Летњим олимпијским играма у Атини 2004. године одржале су се од 15. августа до 11. августа. Утакмице су се играле у у Олимпијском хокеј центру у Атини.
На такмичењу у хокеју на трави учествовало је 12 екипа. У првом делу екипе су биле подељене у две групе где се играло по једноструком лигашком систему. За победу се добијало три бода, за нерешено један бод, а за пораз нула бодова. Прве две екипе из обе групе пролазиле су у полуфинале где су играле мечеве по унакрсном систему (1А-2Б и 1Б-2А). Остали су доигравали за пласман од петог до осмог и од деветог до дваваестог места.

## Квалификације
Пет континенталних шампиона квалификовали су се аутоматски заједно са још седам тимова који су се квалификовали на основу резултата постигнутих на квалификационом турниру.
- Аргентина (Победник на Пан америчким играма 2003.)
- Аустралија (Победник на Океанија купу 2003.)
- Египат (Победник на Све афричким играма 2003.)
- Немачка (Победник на Европском првенству 2003.)
- Јужна Кореја (Победник на Азијским играма 2002.)
- Холандија (Победник на Олимпијском квалификационом турниру у хокеју на трави 2004.)
- Шпанија (Друга на Олимпијском квалификационом турниру у хокеју на трави 2004.)
- Пакистан (Трећи на Олимпијском квалификационом турниру у хокеју на трави 2004.)
- Индија (Четврта на Олимпијском квалификационом турниру у хокеју на трави 2004.)
- Уједињено Краљевство (Пета на Олимпијском квалификационом турниру у хокеју на трави 2004.)
- Нови Зеланд (Шести на Олимпијском квалификационом турниру у хокеју на трави 2004.)
- Јужна Африка (Седма на Олимпијском квалификационом турниру у хокеју на трави 2004.)

## Састави екипа
| Састави екипа |
| --- |
| Тренер: Jorge Ruiz 1. Pablo Moreira (GK) 2. Juan Pablo Hourquebie 3. Maximiliano Caldas 4. Matias Vila 5. Ezequiel Paulón 6. Mario Almada 7. Carlos Retegui 8. Rodrigo Vila 9. Tomás MacCormik 10. Jorge Lombi 11. Fernando Zylberberg 12. Germán Orozco 13. Matias Paredes 14. Juan Manuel Vivaldi 15. Lucas Rey 16. Lucas Cammareri Тренер: Barry Dancer 1. Jamie Dwyer 2. Liam de Young 3. Michael McCann 4. Troy Elder 5. Robert Hammond 6. Nathan Eglington 7. Mark Knowles 8. Michael Brennan 9. Grant Schubert 10. Bevan George 11. Mark Hickman (GK) 12. Matthew Wells 13. Travis Brooks 14. Brent Livermore 15. Dean Butler 16. Stephen Mowlam (GK) Тренер: Asem Gad 1. Osama Hassanein 2. Ahmed Ramadan 3. Ahmed Mandour 4. Mohamed Kasbr 5. Amro Ibrahim 6. Ahmed Mohamed 7. Yasser Mohamed (c) 8. Ahmed Ibrahim 9. Belal Enaba 10. Mohamed Sameh 11. Walid Mohamed 12. Adnan Ahmed 13. Amro Metwali 14. Mohamed El Mallah (GK) 15. Mohamed El Sayed 16. Sayed Hagag Тренер: Gerhard Rach 1. Devesh Chauhan (GK) 2. Dilip Tirkey 3. Sandeep Singh 4. Ignace Tirkey 5. Prabjoth Singh 6. Deepak Thakur 7. Dhanraj Pillay 8. Baljit Singh Dhillon 9. Gagan Ajit Singh 10. Adrian D'Souza 11. Viren Rasquinha 12. Arjun Halappa 13. William Xalco 14. Vikram Pillay - Harpal Singh - Adam Sinclair Тренер: Paul Revington 1. David Staniforth (GK) 2. Craig Jackson (c) 3. Craig Fulton 4. Bruce Jacobs 5. Gregg Clark 6. Iain Evans 7. Emile Smith 8. Jody Paul 9. Steve Evans 10. Eric Rose-Innes 11. Wayne Denne 12. Chris Hibbert (GK) 13. Ian Symons 14. Ryan Ravenscroft 15. Denzil Dolley 16. Greg Nicol Тренер: Kim Young-Kyu 1. Ko Dong-Sik 2. Ji Seung-Hwan 3. Kim Yong-Bae 4. Kang Seong-Yung 5. Yeo Woon-Kon 6. Kim Jung-Chul 7. Song Seung-Tae 8. Lim Jung-Woo 9. Lee Jung-Seon 10. Han Hyung-Bae 11. Kim Jong-Min 12. You Hyo-Sik 13. Jeon Jong-Ha 14. Kim Kyung-Seok 15. Jang Jong-Hyun 16. Seo Jong-Ho Тренер: Bernhard Peters 1. Clemens Arnold (GK) 2. Christian Schulte (GK) 3. Philipp Crone 4. Eike Duckwitz 5. Björn Michel 6. Sascha Reinelt 7. Christoph Eimer 8. Björn Emmerling 9. Sebastian Biederlack 10. Tibor Weißenborn 11. Florian Kunz (c) 12. Timo Weß 13. Christoph Bechmann 14. Christopher Zeller 15. Matthias Witthaus 16. Justus Scharowsky Тренер: Kevin Towns 1. Simon Towns (c) 2. Mitesh Patel 3. Darren Smith 4. Wayne McIndoe 5. Dion Gosling 6. Blair Hopping 7. Dean Couzins 8. Ryan Archibald 9. Umesh Parag 10. Bevan Hari 11. Paul Woolford (GK) 12. Kyle Pontifex (GK) 13. Phillip Burrows 14. Hayden Shaw 15. James Nation 16. Gareth Brooks Тренер: Roelant Oltmans 1. Ahmed Alam (GK) 2. Kashif Jawad 3. Mohammad Nadeem (c) 4. Ghazanfar Ali 5. Adnan Maqsood 6. Waseem Ahmad 7. Dilawar Hussain 8. Rehan Butt 9. Sohail Abbas 10. Ali Raza 11. Mohammad Shabbir 12. Salman Akbar (GK) 13. Zeeshan Ashraf 14. Mudassar Ali Khan 15. Shakeel Abbasi 16. Tariq Aziz Тренер: Terry Walsh 1. Guus Vogels (GK) 2. Rob Derikx 3. Geert-Jan Derikx 4. Erik Jazet 5. Floris Evers 6. Sander van der Weide 7. Ronald Brouwer 8. Taeke Taekema 9. Marten Eikelboom 10. Jeroen Delmee (c) 11. Klaas Veering (GK) 12. Teun de Nooijer 13. Karel Klaver 14. Rob Reckers 15. Matthijs Brouwer 16. Jesse Mahieu Тренер: Jason Lee 1. Simon Mason (GK) 2. Jimi Lewis (GK) 3. Rob Moore 4. Craig Parnham 5. Niall Stott 6. Tom Bertram 7. Mark Pearn 8. Jimmy Wallis 9. Brett Garrard 10. Ben Hawes 11. Danny Hall 12. Mike Johnson 13. Guy Fordham 14. Barry Middleton 15. Graham Dunlop 16. Graham Moodie Тренер: Maurits Hendriks 1. Bernardino Herrera (GK) 2. Santi Freixa 3. Francisco Fábregas 4. Juan Escarré 5. Alex Fábregas 6. Pablo Amat 7. Eduardo Tubau 8. Eduardo Aguilar 9. Eduardo Tubau 10. Josep Sánchez 11. Víctor Sojo 12. Xavier Ribas 13. Albert Sala 14. Rodrigo Garza 15. Javier Bruses 16. David Alegre |

## Резултати

### Група А
| Коло    | Датум, време      | Стадион                 | Репрезентација | Репрезентација | Резултат   | Судије                                                         |
| 1. коло | 18:00, 15. август | Олимпијски хокеј центар | Јужна Кореја · You Hyo-Sik 16' · Ji Seung-Hwan 19'                                                                                            | Шпанија · Santi Freixa 43' | 1:1 (1:0)  | Sumesh Putra (Канада) Peter Elders (Холандија)                 |
|         | 18:30             | Олимпијски хокеј центар | Немачка · Björn Emmerling 7' · Björn Michel 31'                                                                                               | Пакистан · Rehan Butt 43' | 2:1 (2:0)  | Ray O'Connor (Ирска) John Wright (Јужна Африка)                |
|         | 20:00             | Олимпијски хокеј центар | Уједињено Краљевство · Barry Middleton 18' · Guy Fordham 53' · Ben Hawes 59'                                                                  | Египат · Sameh Mohamed 37' · | 3:1 (1:0)  | Henrik Ehlers (Данска) Satinder Kumar (Индија)                 |
| 2. коло | 08:30, 17. август | Олимпијски хокеј центар | Јужна Кореја · Lee Jung-Seon 15' , 68' · Yeo Woon-Kon 47'                                                                                     | Уједињено Краљевство · Niall Stott 52' | 3:2 (1:0)  | Pedro Teixeira (Португал) John Wright (Јужна Африка)           |
|         | 18:30             | Олимпијски хокеј центар | Египат | Пакистан · Kashif Jawad 3' , 12' · Muhammad Nadeem 15' · Sohail Abbas 30' , 34' , 38' , 58'                                                      | 0:7 (0:5)  | Han Jin-Soo (Јужна Кореја) Peter Elders (Холандија)            |
|         | 20:00             | Олимпијски хокеј центар | Шпанија · Santi Freixa 28' | Немачка · Christoph Bechmann 64' | 1:1 (1:0)  | Henrik Ehlers (Данска) Murray Grime (Аустралија)               |
| 3. коло | 10:30, 19. август | Олимпијски хокеј центар | Пакистан · Rehan Butt 43' · Shakeel Abbasi 56' · Sohail Abbas 66'                                                                             | Јужна Кореја | 3:0 (0:0)  | Ray O'Connor (Ирска) Amarjit Singh (Малезија)                  |
|         | 18:00             | Олимпијски хокеј центар | Немачка · Christopher Zeller 17' , 67' · Matthias Witthaus 38' · Florian Kunz 46' · Christoph Bechmann 49' , 58'                              | Египат · Belal Enaba 24' | 6:1 (1:1)  | Xavier Adell (Шпанија) David Gentles (Аустралија)              |
|         | 18:30             | Олимпијски хокеј центар | Уједињено Краљевство · Barry Middleton 57' | Шпанија · Pol Amat 7' , 38' · Santi Freixa 32' , 35' · Xavier Ribas 61'                                                                          | 1:5 (0:3)  | Satinder Kumar (Индија) Christian Blasch (Немачка)             |
| 4. коло | 08:30, 21. август | Олимпијски хокеј центар | Египат | Јужна Кореја · Lee Jung-Seon 16' , 25' , 37' , 59' , 68' · Jeon Jong-Ha 29' · Seo Jong-Ho 57' · Song Seung-Tae 62' , 65' , 65' · You Hyo-Sik 66' | 0:11 (0:3) | Padro Teixeira (Португал) Christian Blasch (Немачка)           |
|         | 20:00             | Олимпијски хокеј центар | Шпанија · Eduardo Tubau 6' , 35' , 41' · Santi Freixa 63'                                                                                     | Пакистан | 4:0 (2:0)  | Peter Elders (Холандија) John Wright (Јужна Африка)            |
|         | 20:30             | Олимпијски хокеј центар | Немачка · Christopher Zeller 21' , 39' · Matthias Witthaus 38' · Justus Scharowsky 52'                                                        | Уједињено Краљевство · Graham Moodie 60' | 4:1 (1:0)  | Jason McCracken (Холандија) Sumesh Putra (Канада)              |
| 5. коло | 10:30, 23. август | Олимпијски хокеј центар | Шпанија · Eduardo Tubau 6' , 65' · Pol Amat 62'                                                                                               | Египат | 3:0 (1:0)  | David Leiper (Уједињено Краљевство) Han Jin-Soo (Јужна Кореја) |
|         | 18:00,            | Олимпијски хокеј центар | Пакистан · Sohail Abbas 9' , 39' · Ghazanfar Ali 35+ · Muhammad Nadeem 37' · Rehan Butt 55' , 68' · Shakeel Abbasi 59' · Muhammad Shabbir 60' | Уједињено Краљевство · Niall Stott 5' · Danny Hall 65'                                                                                           | 8:2 (2:1)  | Murray Grime (Аустралија) Ray O'Connor (Ирска)                 |
|         | 18:30             | Олимпијски хокеј центар | Јужна Кореја · Lee Jung-Seon 15' , 54' · Yeo Woon-Kon 15' · Song Seung-Tae 25' · Jeon Jong-Ha 16' · Kim Yong-Bae 69'                          | Немачка · Christopher Zeller 35' · Björn Emmerling 66' · Tibor Weißenborn 21' , 59' · Christoph Bechmann 46'                                     | 2:2 (1:1)  | Henrik Ehlers (Данска) John Wright (Јужна Африка)              |

#### Табела
| 1 | Шпанија              | 5 | 3 | 2 | 0 | 14 | 3  | +11 | 11 |
| 2 | Немачка              | 5 | 3 | 2 | 0 | 15 | 6  | +9  | 11 |
| 3 | Пакистан             | 5 | 3 | 0 | 2 | 19 | 8  | +11 | 9  |
| 4 | Јужна Кореја         | 5 | 2 | 2 | 1 | 17 | 8  | +9  | 8  |
| 5 | Уједињено Краљевство | 5 | 1 | 0 | 4 | 9  | 21 | −12 | 3  |
| 6 | Египат               | 5 | 0 | 0 | 5 | 2  | 30 | −28 | 0  |

ИГ = Играо утакмица; Д = Добио; Н = Нерешио; ИЗ = Изгубио; ГД = Голова дао; ГП = Голова примио; ГР = Гол-разлика; Б = Бодови

### Група Б
| Коло    | Датум, време      | Стадион                 | Репрезентација | Репрезентација | Резултат |
| 1. коло | 08:30, 15. август | Олимпијски хокеј центар | Аустралија     | Нови Зеланд    | 4:1      |
|         | 10:30             | Олимпијски хокеј центар | Аргентина      | Јужна Африка   | 1:2      |
|         | 20:30             | Олимпијски хокеј центар | Холандија      | Индија         | 3:1      |
| 2. коло | 10:30, 17. август | Олимпијски хокеј центар | Аргентина      | Аустралија     | 2:2      |
|         | 18:00             | Олимпијски хокеј центар | Јужна Африка   | Индија         | 2:4      |
|         | 20:00             | Олимпијски хокеј центар | Нови Зеланд    | Холандија      | 3:4      |
| 3. коло | 08:30, 19. август | Олимпијски хокеј центар | Холандија      | Јужна Африка   | 3:2      |
|         | 20:00             | Олимпијски хокеј центар | Нови Зеланд    | Аргентина      | 3:1      |
|         | 20:30             | Олимпијски хокеј центар | Аустралија     | Индија         | 4:3      |
| 4. коло | 10:30, 21. август | Олимпијски хокеј центар | Индија         | Нови Зеланд    | 1:2      |
|         | 18:00             | Олимпијски хокеј центар | Јужна Африка   | Аустралија     | 2:3      |
|         | 18:30             | Олимпијски хокеј центар | Холандија      | Аргентина      | 2:4      |
| 5. коло | 08:30, 23. август | Олимпијски хокеј центар | Нови Зеланд    | Јужна Африка   | 4:1      |
|         | 20:00,            | Олимпијски хокеј центар | Индија         | Аргентина      | 2:2      |
|         | 20:30             | Олимпијски хокеј центар | Аустралија     | Холандија      | 1:2      |

#### Табела
| 1 | Холандија    | 5 | 5 | 0 | 0 | 16 | 9  | +7 | 15 |
| 2 | Аустралија   | 5 | 3 | 1 | 1 | 14 | 10 | +4 | 10 |
| 3 | Нови Зеланд  | 5 | 3 | 0 | 2 | 13 | 11 | +2 | 9  |
| 4 | Индија       | 5 | 1 | 1 | 3 | 11 | 13 | -2 | 4  |
| 5 | Јужна Африка | 5 | 1 | 0 | 4 | 9  | 15 | −6 | 3  |
| 6 | Аргентина    | 5 | 0 | 2 | 3 | 8  | 13 | −5 | 2  |

ИГ = Играо утакмица; Д = Добио; Н = Нерешио; ИЗ = Изгубио; ГД = Голова дао; ГП = Голова примио; ГР = Гол-разлика; Б = Бодови

## Мечеви за пласман

### Мечеви за пласман од деветог до дванаестог места

#### Разигравање
| Датум      | Време | Стадион                 | Репрезентација       | Репрезентација | Резултат |
| ---------- | ----- | ----------------------- | -------------------- | -------------- | -------- |
| 25. август | 08:30 | Олимпијски хокеј центар | Јужна Африка         | Египат         | 5:1      |
| 25. август | 11:00 | Олимпијски хокеј центар | Уједињено Краљевство | Аргентина      | 4:1      |

#### Меч за једанаесто место
| Датум      | Време | Стадион                 | Репрезентација | Репрезентација | Резултат |
| ---------- | ----- | ----------------------- | -------------- | -------------- | -------- |
| 27. август | 09:00 | Олимпијски хокеј центар | Египат         | Аргентина      | 2:4      |

#### Меч за девето место
| Датум      | Време | Стадион                 | Репрезентација | Репрезентација       | Резултат       |
| ---------- | ----- | ----------------------- | -------------- | -------------------- | -------------- |
| 27. август | 11:30 | Олимпијски хокеј центар | Јужна Африка   | Уједињено Краљевство | 1:1 Пенали 3:4 |

### Мечеви за пласман од петог до осмог места

#### Разигравање
| Датум      | Време | Стадион                 | Репрезентација | Репрезентација | Резултат |
| ---------- | ----- | ----------------------- | -------------- | -------------- | -------- |
| 25. август | 18:00 | Олимпијски хокеј центар | Нови Зеланд    | Јужна Кореја   | 4:3      |
| 25. август | 20:30 | Олимпијски хокеј центар | Пакистан       | Индија         | 3:0      |

#### Меч за седмо место
| Датум      | Време | Стадион                 | Репрезентација | Репрезентација | Резултат |
| ---------- | ----- | ----------------------- | -------------- | -------------- | -------- |
| 27. август | 08:30 | Олимпијски хокеј центар | Јужна Кореја   | Индија         | 2:5      |

#### Меч за пето место
| Датум      | Време | Стадион                 | Репрезентација | Репрезентација | Резултат |
| ---------- | ----- | ----------------------- | -------------- | -------------- | -------- |
| 27. август | 11:00 | Олимпијски хокеј центар | Нови Зеланд    | Пакистан       | 2:4      |

### Полуфинале
| Датум      | Време | Стадион                 | Репрезентација | Репрезентација | Резултат |
| ---------- | ----- | ----------------------- | -------------- | -------------- | -------- |
| 25. август | 18:30 | Олимпијски хокеј центар | Холандија      | Немачка        | 3:2      |
| 25. август | 21:00 | Олимпијски хокеј центар | Шпанија        | Аустралија     | 3:6      |

### Меч за треће место
| Датум      | Време | Стадион                 | Репрезентација | Репрезентација | Резултат |
| ---------- | ----- | ----------------------- | -------------- | -------------- | -------- |
| 27. август | 18:00 | Олимпијски хокеј центар | Немачка        | Шпанија        | 4:3      |

### Финале
| Датум      | Време | Стадион                 | Репрезентација | Репрезентација | Резултат |
| ---------- | ----- | ----------------------- | -------------- | -------------- | -------- |
| 27. август | 20:30 | Олимпијски хокеј центар | Холандија      | Аустралија     | 1:2      |

## Олимпијски победник
| Победник Летњих олимпијских игара 2004. у хокеју на трави за мушкарце |
| Аустралија Прва титула                                                |

## Коначни пласман
|    | Аустралија           |
|    | Холандија            |
|    | Немачка              |
| 4  | Шпанија              |
| 5  | Пакистан             |
| 6  | Нови Зеланд          |
| 7  | Индија               |
| 8  | Јужна Кореја         |
| 9  | Уједињено Краљевство |
| 10 | Јужна Африка         |
| 11 | Аргентина            |
| 12 | Египат               |